# Kakerlakker
En kakerlak er et insekt i ordenen Blattodea. Der findes cirka 3.500 forskellige arter i seks forskellige familier. De findes udbredt over hele verden med undtagelse af polaregnene og højder over 2.000 meter. Kakerlakker har fladtrykt krop. Antennerne er lange. Hovedet er nedadrettet med bidende munddele. Benene er lange og er udmærkede som løbeben. Vingerne er oftest veludviklede, men kakerlakker ses sjældent flyvende. Bagkroppen har et par korte haletråde.

## Levevis
De vildtlevende kakerlakker opholder sig om dagen ofte skjult under mos og blade eller i barkrevner. De indendørslevende arter kan gemme sig under paneler eller i gulvsprækker. Disse arter findes især på steder, hvor der varmt og rigelig adgang til fødevarer, f.eks. i køkkener, restauranter og bagerier. De lever af plantedele, brød, kød, gryn etc.
Kakerlakker har ufuldstændig forvandling. Nymferne ligner de voksne, bortset fra at vingerne mangler. Efter parringen danner hunnen en ægkapsel som hun bærer i bagkropsspidsen i kortere eller længere tid.

## Danske arter
Nogle af de otte danske arter. Tre vildtlevende arter af kakerlakker findes i Danmark. Herudover findes adskillige indslæbte arter, hvoraf nogle har formået at opretholde bestande i boliger og andre opvarmede steder.
- Tysk kakerlak (Blattella germanica) er 10-13 millimeter ,kan dog findes helt op til 13-23 millimeter gulbrun med to karakteristiske længdebånd på brystets rygplade. Det er den mest almindelige indendørs kakerlak i Danmark og findes i øvrigt over hele verden.
- Orientalsk kakerlak (Blatta orientalis) er 20-30 millimeter og ensfarvet rødbrun. Den findes over hele verden. I Danmark findes den indendørs.
- Sandkakerlak (Capraiellus panzeri) er 5-7 millimeter, brunlig og kendelig på sin ringe størrelse. I Danmark findes den langs Vestkysten i klitter og den bagvedliggende hede.
- Skovkakerlak (Ectobius lapponicus) er 6-13 millimeter. Den er brunlig med vinger, der har små brune pletter. Den findes almindeligt i Danmark på heder og i skove.

## Klassifikation
Blattodea deles ind i to overfamilier med henholdesvis to og fire familier.

### Blattoidea
- Cryptocercidae
- Blattidae
  - Blattinae
    - Blatta
      - Blatta orientalis (orientalsk kakerlak)

### Blaberoidea
- Polyphagidae
- Blattellidae
- Nocticolidae
- Blaberidae